# 68e régiment d'infanterie territoriale
Pour les articles homonymes, voir 68e régiment.
Le 68e régiment d'infanterie territoriale (68e RIT) est un régiment d'infanterie territoriale de l'armée de terre française qui a participé à la Première Guerre mondiale.

## Création et différentes dénominations
- 19 mars 1875 : le régiment reçoit son numéro en prévision de la mobilisation[1]
- août 1914 : formation
- 27 mai 1918 : disparition au combat
- 22 juin 1918 : dissous

## Chefs de corps
- 1914 - 1917 : lieutenant-colonel de Castries[2]
- 1917 : lieutenant-colonel Donin de Rozières[2],[3]
- 1917 - 1918 : lieutenant-colonel d'Arode de Peyriague[2]
- 1918 - mai 1918 : lieutenant-colonel Torollion (tué le 27 mai 1918)[2],[4]
- mai - juin 1918 : commandant de Carles[5]

## Historique des garnisons, combats et batailles

### Première Guerre mondiale

#### Affectations
- 85e division d'infanterie territoriale, 170e brigade : d'août 1914 à juin 1915[6],[7]
- 35e corps d'armée, réserve d'infanterie : de juin 1915 à juin 1918[7]

### 1914
Formé à Poitiers (Vienne).

### 1918
Le régiment est anéanti le 27 mai 1918 lors de l'offensive allemande sur le Chemin des Dames.
Le régiment est regroupé début juin. Les soldats qui n'étaient pas en ligne lors de l'assaut allemand (permissionnaires, convalescents, compagnie hors-rang, etc.) sont rejoints par les combattants qui sont parvenus à échapper à l'encerclement allemand,. Le régiment est dissous le 22 juin, devenant le 2e bataillon du 74e régiment d'infanterie territoriale.

## Drapeau
Il porte, cousues en lettres d'or dans ses plis, les inscriptions suivantes :
- La Somme 1916
- L'Aisne 1918